# Indépendance des banques centrales
L'indépendance des banques centrales désigne le caractère indépendant des banques centrales et de leur politique monétaire vis-à-vis de l'État. Elle peut recouvrir une indépendance dans les objectifs de la politique monétaire (fixée par exemple par des traités pour la BCE, déterminés chaque année par le gouvernement dans le cas de la Banque d'Angleterre) ou une indépendance dans le choix des moyens employés pour atteindre ses objectifs. Elle dépend des statuts légaux de la banque centrale, des modalités du choix de nomination des gouverneurs, de l'endettement de l'État, de la proximité idéologique des gouverneurs avec le gouvernement, du contexte politique (crise financière, aide financière sous tutelle internationale, guerre, etc.), de la culture organisationnelle de la banque centrale, etc.

## Histoire

### Débats des années 1920
Comme l'explique Alain Plessis, « l’idée communément reçue d’une pleine indépendance de la Banque durant le XIXe siècle relève plus du mythe que de la vérité historique », les banquiers centraux dépendants largement des gouvernements même s'il leur arrive de s'y opposer. C'est dans les années 1920 que la question va faire l'objet d'une première réflexion explicite.
Au début de la Première guerre mondiale, la convertibilité en or de la monnaie est suspendue par les banques centrales. Elles sont alors intensément mobilisées par les gouvernements pour financer les dépenses de la guerre, ces opérations s'accompagnant d'une forte inflation. À la conférence de Bruxelles de 1920, les banquiers centraux comprennent que l'on ne pourra pas restaurer l'étalon-or (situation provisoire espèrent-ils) et qu'il faut trouver une autre solution pour rétablir la stabilité des prix. L'idée de l'« indépendance » des banques centrales est alors avancée. Dans les années qui suivent, et sous l'influence du gouverneur de la Banque d'Angleterre Montagu Norman, l'idée est érigée en doctrine chez les banquiers centraux, s'impose comme solution à l'hyperinflation qui touche l'Autriche en 1923 et la Hongrie en 1924 et imprègne les discussions qui conduisent à la création de la BRI.

### Changement rapide dans les années 1990

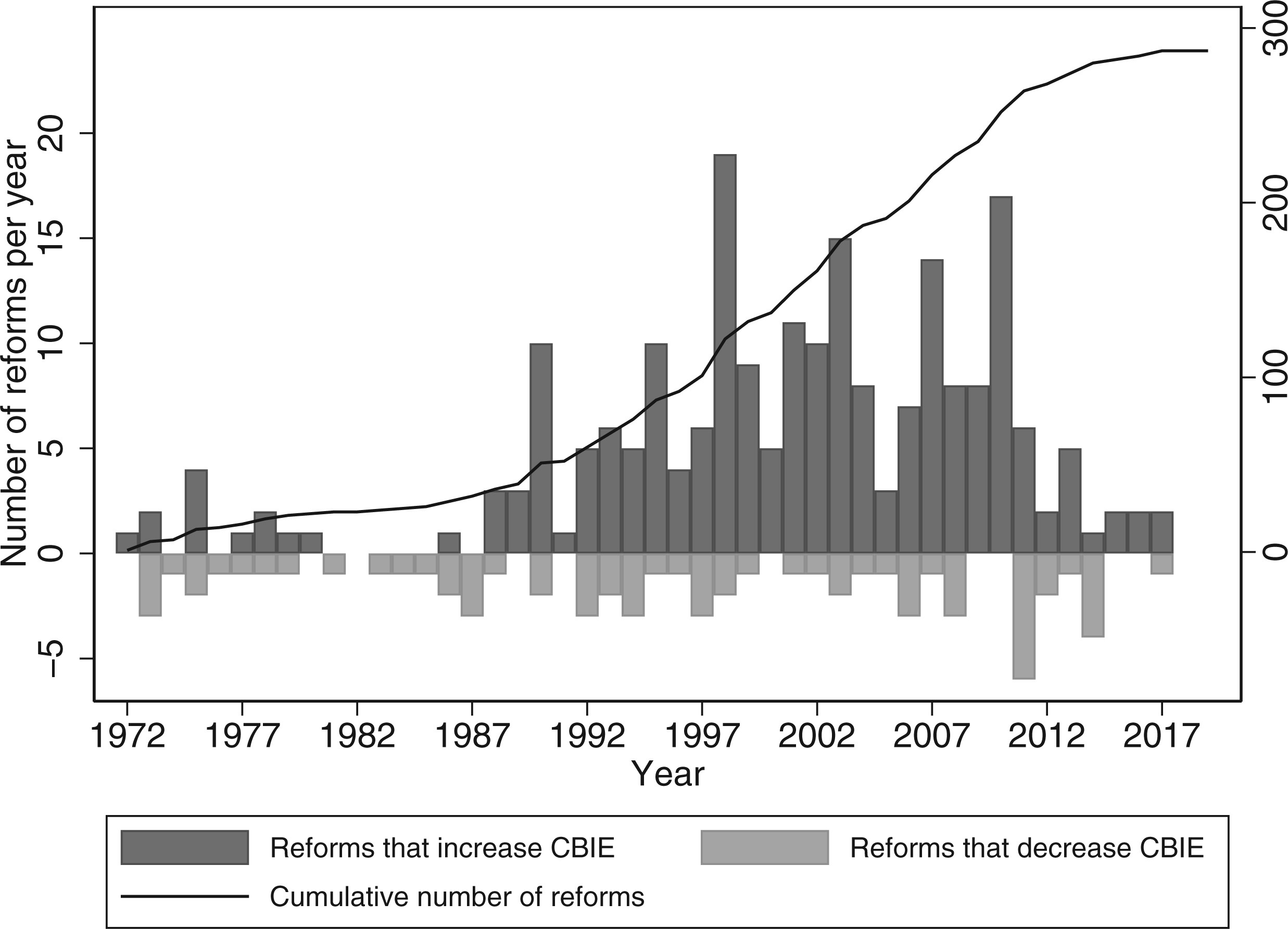
La figure montre le nombre des réformes qui ont augmenté/diminué l'indice CBIE, un indice pour quantifier l'indépendance des banques centrales, ainsi que le nombre cumulé de réformes de l'indice CBIE entre 1972 et 2017.

La question de l'indépendance des banques centrales reste toutefois assez marginale dans les réflexions sur la politique monétaire (avec des exceptions notables, comme par exemple la RFA de l'après-guerre). Mais, entre 1988 et 1998 environ, de la réforme de la banque centrale de Nouvelle-Zélande (en 1989) à celle de la Banque d'Angleterre en passant par la création de la BCE et les travaux du comité Delors, on assiste à l'émergence très rapide d'un consensus entre économistes, banquiers centraux et responsables politiques sur la nécessité de renforcer l'indépendance des banques centrales. Plusieurs explications ont été avancées à cette conversion rapide comme les progrès de la science économique (voir paragraphe suivant), l'expérience de l'inflation des années 1970, la montée du pouvoir de la finance, les divisions politiques au sein de gouvernements fédéraux et/ou de coalitions de gouvernement qui laisseraient plus de pouvoir aux banquiers centraux ou encore la volonté de réaffirmation de l'autorité intellectuelle des économistes autour d'une idée (pourtant pas si) consensuelle.
Au sein de la science économique mainstream, plusieurs travaux étayent rapidement ce consensus. Dans un article de 1977, Finn E. Kydland et Edward C. Prescott montrent que les politiques monétaires sont souvent l'objet d'incohérence temporelle. En 1983, Robert Barro et David Gordon mettent en avant l'importance de la crédibilité des politiques monétaires, suivis deux ans plus tard par Kenneth Rogoff. Alberto Alesina, seul en 1988 puis avec Lawrence Summers en 1993, suggère qu'il existe une relation forte et négative entre indépendance de la banque centrale et taux d'inflation.

### Questionnements depuis la crise de 2008
Pendant la crise de 2008, les banques centrales mettent en œuvre des politiques « non-conventionnelles » aux effets redistributifs plus importants que les politiques usuelles, relançant  la question de la légitimité démocratique de leur indépendance. De plus, cette indépendance a pu constituer un obstacle technique à une bonne coordination entre la politique fiscale et la politique monétaire, au point de transformer cette indépendance en « solitude » des banquiers centraux.

## Analyses scientifiques de l'indépendance
De nombreuses recherches ont été entreprises sur la question mais elles peinent à fournir des indications claires pour trois raisons : 
1. la définition de l'indépendance n'est pas arrêtée,
2. le lien causal dans la corrélation entre l'indépendance et l'inflation est difficile à établir rigoureusement,
3. l'écart entre l'indépendance légale et l'indépendance réelle est parfois important[14].

### Études quantitatives
Le caractère indépendant d'une banque centrale est une question de degré et non de nature. Il existe toute une gamme de dépendance de la banque centrale. Certaines le sont de manière légale mais restent fortement associées au ministère des Finances de leur pays, tandis que d'autres sont légalement dépendantes mais ont, dans les faits, acquis une quasi-autonomie.

#### Indépendance légale
L'indépendance des banques centrales a pu être calculé à partir de plusieurs indicateurs. Les économistes Vittorio Grilli, Donato Masciandaro, et Guido Tabellini ont mis en place en 1991 un indicateur appelé indicateur GMT ; Cukierman, en 1992, un autre. Chacun de ces indicateurs évaluent les lois des banques centrales en calculant un index numérique qui classe l’indépendance légale de chacune des banques centrales.
L’index GMT est composé de deux sous-index, l’indépendance politique et l’indépendance économique de la banque centrale. Le concept d’indépendance politique comprend trois éléments couvrant les procédures de nomination des dirigeants de la banque centrale, les relations entre le conseil de direction et le gouvernement et les responsabilités officielles assignées à la banque centrale. L’indépendance économique de la banque centrale est composée de sept sous-index qui incluent la question du financement du budget de la banque centrale ainsi que la nature des instruments monétaires. Chacun de ces sous-index est évalué selon un système binaire sous lequel le chiffre 1 est assigné ou non. L’index global est obtenu par une simple addition des scores obtenus pour l’indépendance politique et l’indépendance économique.
L'index de Cukierman (1992) comprend seize sous-index qui permettent d’apprécier l’indépendance légale de la banque centrale. Ces sous-index sont regroupés selon quatre thématiques principales :
1. Les variables sur le statut du directeur exécutif (durée du mandat, procédures de nomination et de démission et les clauses d’incompatibilité) ;
2. Les variables concernant la formulation des politiques monétaires ;
3. Les objectifs de la banque centrale ;
4. Les régulations concernant les limitations d’emprunts.

À chacun de ces seize sous-index est assigné un score allant de 0 à 1. Autrement dit, l’indice de Cukierman tente d’être plus précis que l’indice GMT.
Néanmoins, ces évaluations contiennent certaines limites. Celles-ci ont été regroupées en trois catégories par Mangano (1998), selon lui la valeur de ces indices dépend beaucoup trop de :
1. Les critères contenus dans l’indice ;
2. L’interprétation et l’évaluation de la loi liées à chaque critère individuel ;
3. La façon dont les évaluations sont agrégées et pondérées pour obtenir le score global.

Dès lors certains économistes ont essayé de créer des indicateurs d’indépendance réelle des banques centrales.

#### Indépendance réelle
Pour évaluer cette indépendance réelle la plupart des économistes créent des indicateurs basés sur le comportement réel.
Ainsi Cukierman/Webb/Neypati (1992) calculent le taux de changement des gouverneurs de banque centrale pour la période 1950-1989. Cet indicateur est basé sur l’hypothèse qu’un changement plus fréquent des gouverneurs de banque centrale signifie une plus faible indépendance des banques centrales. Selon eux un mandat long ne signifie pas systématiquement davantage d’indépendance, mais des durées d’exercice qui sont plus courtes que le cycle électoral pourraient signifier une indépendance plus faible.
Alpanda and Honig (2007), quant à eux, examinent selon quelle proportion la politique monétaire est manipulée pour des raisons politiques en testant la possibilité de cycles monétaires politiques entre 1972 et 2001 sur de multiples pays. Ils observent ainsi l’évolution des agrégats monétaires lors des campagnes politiques. Selon leur résultat, ces cycles existent avant tout dans les pays en voie de développement, ce qui signifie une plus faible indépendance réelle dans ces pays.
Enfin, Eijffinger and Keulen (1995) effectuent une sorte de synthèse entre l’indépendance légale et l’indépendance réelle puisqu’ils démontrent sur le plan empirique qu’il faut à peu près en moyenne cinq ans pour qu’une loi régissant le statut et les procédures d’une banque centrale soit effectivement appliquée.

#### Critiques et limites
Si l'étude d'Alesina et Summers indiquait un lien fort entre l'indépendance de la banque centrale et la faiblesse du taux d'inflation, d'autres études sont venues nuancer ce résultat. Ainsi, une étude de Cukierman publiée en 1992, à partir d'un plus grand échantillon de pays et prenant en compte les degrés d'indépendance, ne conclut pas aussi clairement à l'existence d'une telle relation.

### Analyses historiques
L'indépendance des banques centrales a fait l'objet d'études historiques étudiant la nature des liens entre un État et sa banque centrale selon les périodes et les pays,.